# Invecchiamento dell'Europa

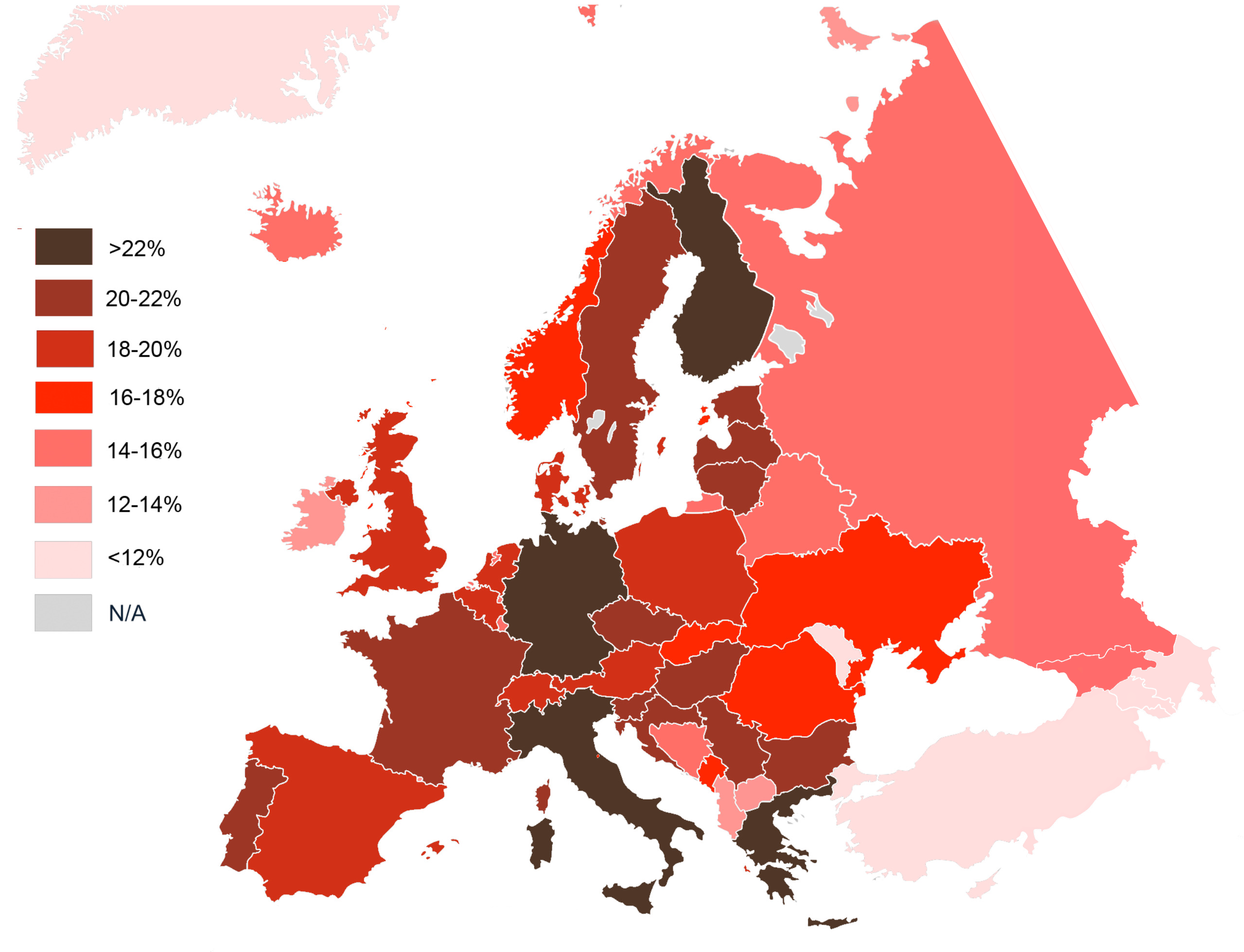
Percentuale della popolazione di età superiore ai 65 anni in Europa nel 2010

L'invecchiamento dell'Europa, noto anche come ingrigimento dell'Europa, è un fenomeno demografico europeo caratterizzato da una diminuzione della fertilità, una riduzione del tasso di mortalità e una maggiore aspettativa di vita comune tra le popolazioni europee. Bassi tassi di natalità e una più alta aspettativa di vita contribuiscono alla trasformazione della forma piramidale della popolazione europea. Il cambiamento più significativo è la transizione verso una struttura della popolazione molto più anziana, con conseguente riduzione della proporzione dell'età lavorativa e contemporaneo aumento del numero di cittadini in pensione. Si prevede che il numero totale della popolazione anziana aumenterà notevolmente nei prossimi decenni, con proporzioni significative quando le generazioni di baby boomer raggiungeranno la pensione. Ciò comporterà un onere elevato per la popolazione in età lavorativa per sostenere il numero crescente di popolazione anziana.
È una condizione piuttosto originale, infatti, nel corso della storia molti stati sostennero alti tassi di natalità al fine di ridurre il carico fiscale individuale, accelerare l'attività economica e fornire più truppe all'esercito.

## Tendenze generali
Giuseppe Carone e Declan Costello del Fondo monetario internazionale hanno previsto nel settembre 2006 che il rapporto tra pensionati e lavoratori in Europa raddoppierà a 0,54 entro il 2050 (da quattro lavoratori per pensionato a due lavoratori per pensionato). William H. Frey, analista del gruppo di think tank della Brookings Institution, prevede che l'età mediana in Europa aumenterà da 37,7 anni nel 2003 a 52,3 anni nel 2050, mentre l'età media degli americani, nello stesso periodo, salirà a soli 35,4 anni.
Máire Geoghegan-Quinn, ex commissario europeo per la Ricerca, l'innovazione e la scienza, ha dichiarato nel 2014 che entro il 2020 un quarto della popolazione europea avrà 60 anni o più. Questo cambiamento demografico cambierà drasticamente l'economia, il mercato del lavoro, l'assistenza sanitaria e il sistema previdenziale del continente.
L'Organizzazione per la cooperazione e lo sviluppo economico stima che ben il 39% degli europei di età compresa tra 55 e 65 anni lavorano e sono in prossimità del pensionamento.
Nel 2006 il ministro austriaco degli Affari sociali ha dichiarato che, entro il 2010, la fascia di popolazione con età compresa tra 55 e 64 anni nell'Unione europea sarebbe stata superiore alla fascia con età compresa tra 15 e 24 anni. Il Comitato di politica economica e la Commissione europea hanno pubblicato una relazione nel 2006 stimando che la popolazione in età lavorativa nell'UE diminuirà di 48 milioni, una riduzione del 16%, tra il 2010 e il 2050, mentre la popolazione anziana aumenterà di 58 milioni, con una crescita del 77%.
Nel 2002, l'US Census Bureau stima che l'Unione Europea subirà una riduzione del 14% della sua forza lavoro e una riduzione del 7% del numero di consumatori entro il 2030.
La femminilizzazione della vecchiaia si riflette in un numero crescente di donne di età superiore a 65 anni. La durata della vita è particolarmente in crescita per le donne in tutto il mondo. In Europa l'aspettativa di vita per le donne è di 81 anni, mentre l'aspettativa di vita per gli uomini è di soli 74 anni, con ben 7 anni di differenza. L'aspettativa di vita a 60 anni è di quattro anni in più per le donne rispetto agli uomini. Le proiezioni mostrano un'ulteriore crescita di 24 anni per le donne e di 20 anni per gli uomini in Europa.

## Le cause
L'invecchiamento della popolazione in Europa è causato principalmente da tre fattori: calo dei tassi di fertilità, aumento dell'aspettativa di vita e migrazione. Le cause dell'invecchiamento della popolazione variano da paese a paese.

### Fertilità

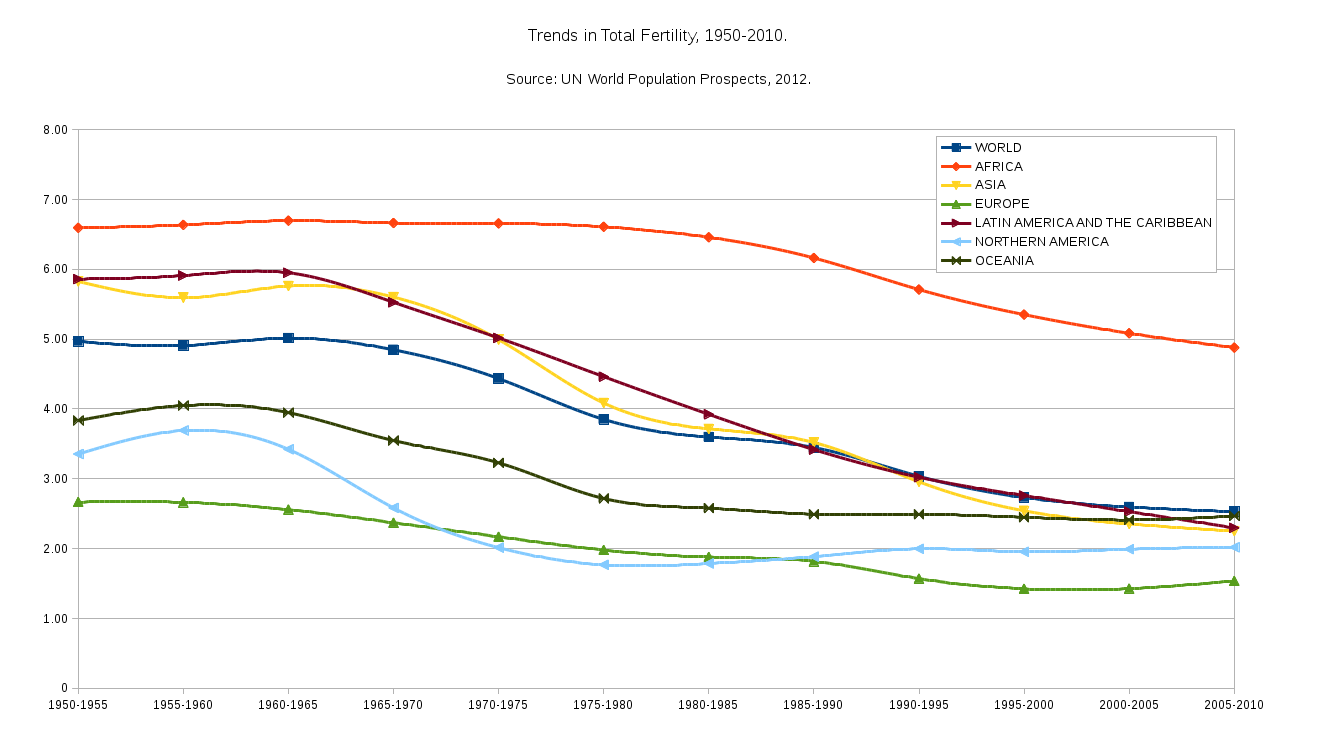
Tendenze della fertilità 1950–2010

L'elevato numero di persone di età pari o superiore a 60 anni in Europa è il risultato di alti tassi di fertilità verificatisi negli anni 1950-1960. Il periodo successivo alla fine della seconda guerra mondiale, infatti, è stato caratterizzato da un buono stato sociale ed economico della popolazione in età fertile e ha provocato un "baby boom".
Gli attuali bassi livelli di fertilità contribuiscono anche all'invecchiamento dell'Europa. Quando i livelli di fertilità diminuiscono, la struttura dell'età della popolazione cambia e il numero dei gruppi più giovani diminuisce rispetto ai gruppi di età più avanzata.  I tassi di fertilità in Europa sono stati inferiori al livello di sostituzione standard (2,1 figli per donna) e si prevede che rimarranno al di sotto di tale livello in futuro.

### Mortalità
Le persone vivono più a lungo con proiezioni di aspettativa di vita media che raggiungono 84,6 anni per gli uomini e 89,1 per le donne entro il 2060, con un aumento di 7,9 anni per gli uomini e 6,6 anni per le donne, rispetto al 2010. La durata della vita più lunga si traduce nel cambiamento della struttura dell'età nella popolazione, aumentando il numero di persone nella fascia di età più avanzata. L'aspettativa di vita media della popolazione anziana dipenderà dai progressi nella medicina per prevenire le malattie che sono le principali cause di morte.  Tra le prime tre cause di morte vi sono la malattia ischemica dell'arteria, l'ictus e la broncopneumopatia cronica ostruttiva.

### Migrazioni
Le persone che immigrano ed emigrano dal paese causeranno fluttuazioni, in particolare, delle dimensioni della fascia di età lavorativa della popolazione. Se vi è un numero elevato di giovani immigrati che arrivano nel paese, ciò si tradurrà in una diminuzione della percentuale di popolazione che invecchia. Nei seguenti paesi si prevede che l'immigrazione rallenti l'invecchiamento della popolazione: Lussemburgo, Svizzera, Norvegia, Germania, Svezia, Finlandia, Belgio, Danimarca, Austria e Regno Unito.  L'emigrazione provocherebbe l'effetto opposto sull'invecchiamento della popolazione facendo sì che le persone in età lavorativa lascino il paese e accelerando di conseguenza l'invecchiamento della popolazione.  Si prevede che in Lettonia si verificherà un aumento dell'invecchiamento della popolazione causato dall'emigrazione.

## Effetti

Proporzione della popolazione di età pari o superiore a 65 anni (% della popolazione totale) nel 2008 e 2018. Fonte Eurostat

Ci sono stati sentimenti contrastanti rispetto all'aumento dell'aspettativa di vita della popolazione europea e sul calo del tasso di natalità, da quando i paesi europei sono stati i primi ad iniziare la transizione demografica tra il XVIII e il XIX secolo, e forse anche di più da quando questo è stato raggiunto. Gli studi demografici e le risultanti relazioni condotte dalla Commissione europea indicano il calo del tasso di natalità delle popolazioni native europee, che dovrebbe essere invertito dal suo attuale livello di circa 1,4 al fine di impedire un declino della popolazione dei popoli europei di quasi la metà in ogni generazione, tornando a un livello di sostituzione di 2.1. Alcuni hanno affermato che, per compensare, è necessario consentire ai migranti di stabilirsi in Europa per prevenire la carenza di manodopera. È stato, tuttavia, sostenuto che tale immigrazione può portare a conflitti etnici, come i disordini civili del 2005 in Francia.
La riduzione a lungo termine dei tassi di fertilità e l'aumento dell'aspettativa di vita potrebbero avere conseguenze dannose per quasi tutte le nazioni europee. Una prima conseguenza dell'invecchiamento potrebbe essere la riduzione dei tassi di inflazione, infatti gli anziani sono avversi all'inflazione e hanno un potere politico sufficiente affinché i governi si preoccupino delle loro volontà. Queste tendenze demografiche hanno provocato il dibattito sulle migliori politiche che possono invertire queste tendenze e ridurne le conseguenze. RAND Europe, un istituto di ricerca indipendente senza fini di lucro, è stato in grado di raccogliere queste politiche attraverso la ricerca e l'analisi. Tre sono stati gli approcci generali che sono stati proposti. La prima azione è quella di incoraggiare la gravidanza tra le coppie più giovani. La seconda scelta afferma che dovrebbe esserci un aumento dell'immigrazione delle persone in età lavorativa. In terzo luogo, dovrebbe esserci un miglioramento della politica sociale in generale, per mitigare le conseguenze negative di queste tendenze. La ricerca intende esaminare la relazione tra le tendenze demografiche e le politiche del governo europeo e determinare quali azioni possano ridurre le conseguenze della bassa fertilità e dell'invecchiamento della popolazione.

## Regioni

### Europa centrale e ex Unione Sovietica
La Banca Mondiale ha pubblicato un rapporto il 20 giugno 2007, "Dal rosso al grigio: 'La terza transizione' delle popolazioni che invecchiano nell'Europa centrale e nell'ex Unione Sovietica ", prevedendo che tra il 2007 e il 2027 le popolazioni della Georgia e dell'Ucraina diminuiranno di 17% e 24%, rispettivamente. La Banca mondiale stima che la popolazione di ultrasessantacinquenni in Polonia e Slovenia aumenterà dal 13% al 21% e dal 16% al 24%, rispettivamente tra il 2005 e il 2025.